# フィロバクテリウム属
フィロバクテリウム属はリゾビウム目フィロバクテリウム科の基準属で、グラム陰性の非芽胞形成好気性桿菌。極鞭毛を有し運動を行う。かつてはリゾビウム科に属するとみなされていた。基準種はフィロバクテリウム・ミルシナセアルム。属名は葉の桿菌を意味する。スフィンゴバクテリウム目にも紐の桿菌を意味する同音異字のフィロバクテリウム属がある。GC比は59.6から61.3。
オキシダーゼ陽性、カタラーゼ陽性。植物の葉の結節に生息していたことから、名づけられた。糖アルコールや麦芽糖のほかに多種類の単糖を利用することができる。窒素源としてアミノ酸を利用し、窒素固定能は有さない。